# Ludbreg
Ludbreg este un oraș în cantonul Varaždin, Croația, având o populație de 8.478 de locuitori (2011).

## Demografie
Componența etnică a orașului Ludbreg
     Croați (96,54%)
     Sârbi (1,11%)
     Necunoscut (0,29%)
     Neclasificat (1,76%)
Componența confesională a orașului Ludbreg
     Catolici (90,76%)
     Fără religie și atei (3,56%)
     Ortodocși (1,66%)
     Necunoscută (3,01%)
     Alte religii (1%)
Conform recensământului din 2011, orașul Ludbreg avea 8.478 de locuitori. Din punct de vedere etnic, majoritatea locuitorilor (96,54%) erau croați, cu o minoritate de sârbi (1,11%). Apartenența etnică nu este cunoscută în cazul a 0,29% din locuitori. Din punct de vedere confesional, majoritatea locuitorilor (90,76%) erau catolici, existând și minorități de persoane fără religie și atei (3,56%) și ortodocși (1,66%). Pentru 3,01% din locuitori nu este cunoscută apartenența confesională.